# Kappa Geminorum
Kappa Geminorum (κ Gem / κ Geminorum) è una stella di magnitudine 3,57 appartenente alla costellazione dei Gemelli. Dista 141 anni luce dalla Terra.

## Osservazione
Si individua circa 3° e mezzo a sud della brillante Polluce. Avendo una declinazione di +23° 23', Kappa Geminorum è una stella dell'emisfero boreale. Tuttavia vista la sua non notevole distanza dall'equatore celeste, le sue possibilità di osservazione dall'emisfero australe sono abbastanza ampie: essa risulta invisibile solo a sud del 67º parallelo, cioè dalle regioni antartiche. Nell'emisfero nord essa risulta circumpolare a partire dal 67º parallelo nord. Il periodo più indicato per la sua osservazione nel cielo serale va da dicembre a maggio.

## Caratteristiche fisiche
Si tratta di una gigante gialla di classe spettrale G8 IIIa. Il colore giallo le è dato dalla sua temperatura superficiale di 4.932 K. Dalla luminosità apparente e dalla distanza di 141 anni luce è possibile dedurre la luminosità assoluta della stella, che è circa 74 L☉, una volta che sia stata presa in considerazione la radiazione che essa emette nella banda dell'infrarosso. Dalla luminosità assoluta e dalla temperatura superficiale è possibile dedurre, tramite la legge di Stefan-Boltzmann, il raggio, che risulta pari a 11,5 volte quello del Sole. La stella ha forse una massa di 2,7 M☉, dal che si deduce che dovrebbe avere una età di circa 500 milioni di anni. Per la legge di conservazione del momento angolare, le stelle giganti, espandendosi, perdono velocità di rotazione; Kappa Geminorum non fa eccezione: la sua velocità di rotazione all'equatore è 5 km/s, il che, dato il raggio, implica che compie una rotazione su se stessa in 115 giorni.

## Compagna
Kappa Geminorum è in realtà una stella binaria in quanto la principale fin qui descritta ha una compagna visuale posta a 7,5 secondi d'arco. Si tratta di una stella di magnitudine 8,2 e di classe spettrale G4, che ha probabilmente una massa vicina a quella del Sole. Il periodo orbitale della coppia è maggiore ai 3000 anni. La secondaria è probabilmente una fonte di raggi X, dovuti forse alla sua attività coronale.

## Nella cultura
Nell'astronomia cinese, Kappa Geminorum è chiamata 積薪 (Pinyin: Jīxīn), che significa Catasta di legna da ardere; questo nome deriva dal fatto che essa è l'unica stella che fa parte dell'asterismo della Catasta di legna da ardere all'interno della costellazione cinese del Jing (Pozzo).